# Ärkebiskopsborgen
Ärkebiskopsborgen, senare känd som Rundeln, var en medeltida ringmursborg och borgruin i Uppsala. Borgen var belägen på den plats där Universitetshuset och Universitetsparken idag är belägna. 
Ärkebiskopsborgen tros ha varit uppförd någon gång under 1300-talet och ska ha använts som Ärkebiskopsresidens. Borgen belägrades och intogs 1497 av Sten Sture den äldre under dennes strider mot Kung Hans och ärkebiskop Jakob Ulvsson. Under slaget om Uppsala år 1521 erövrade Gustav Eriksson borgen från den dansktrogne ärkebiskopen Gustav Trolles fogde Bengt Bjugg, en händelse som skildras i Peder Swarts krönika. 
Efter Befrielsekrigets slut restaurerade kung Gustav borgen och höll 1528 sin kröningsfest här. Borgen brann dock under en stadsbrand 1543. Istället för att fullt ut återuppbygga Ärkebiskopsborgen påbörjades 1549 istället byggnationen av Uppsala slott, på en betydligt mer strategisk plats på Uppsalaåsens krön. 
Till byggnationen användes material från biskopsborgen. Kvar stod endast ruinen av borgens norra torn, ungefär på den plats där Erik Gustaf Geijers staty i Universitetsparken idag står. Tornet fick i folkmun namnet Rundeln och finns avbildat i Suecian. På platsen uppfördes senare först ett stall och därefter den så kallade Exercitiegården. När Universitetshuset byggdes 1879–1887 avtäcktes borgens ruiner men ingen arkeologisk undersökning genomfördes.